# Стренгобожице
Стренгобожице (пол. Stręgoborzyce) — село в Польщі, у гміні Іголомія-Вавженьчице Краківського повіту Малопольського воєводства.
Населення — 446 осіб (2011).
У 1975-1998 роках село належало до Краківського воєводства.

## Демографія
Демографічна структура станом на 31 березня 2011 року:
|          | Загалом | Допрацездатний вік | Працездатний вік | Постпрацездатний вік |
| -------- | ------- | ------------------ | ---------------- | -------------------- |
| Чоловіки | 224     | 53                 | 141              | 30                   |
| Жінки    | 222     | 36                 | 124              | 62                   |
| Разом    | 446     | 89                 | 265              | 92                   |